# Basílica de Notre-Dame de Fourvière

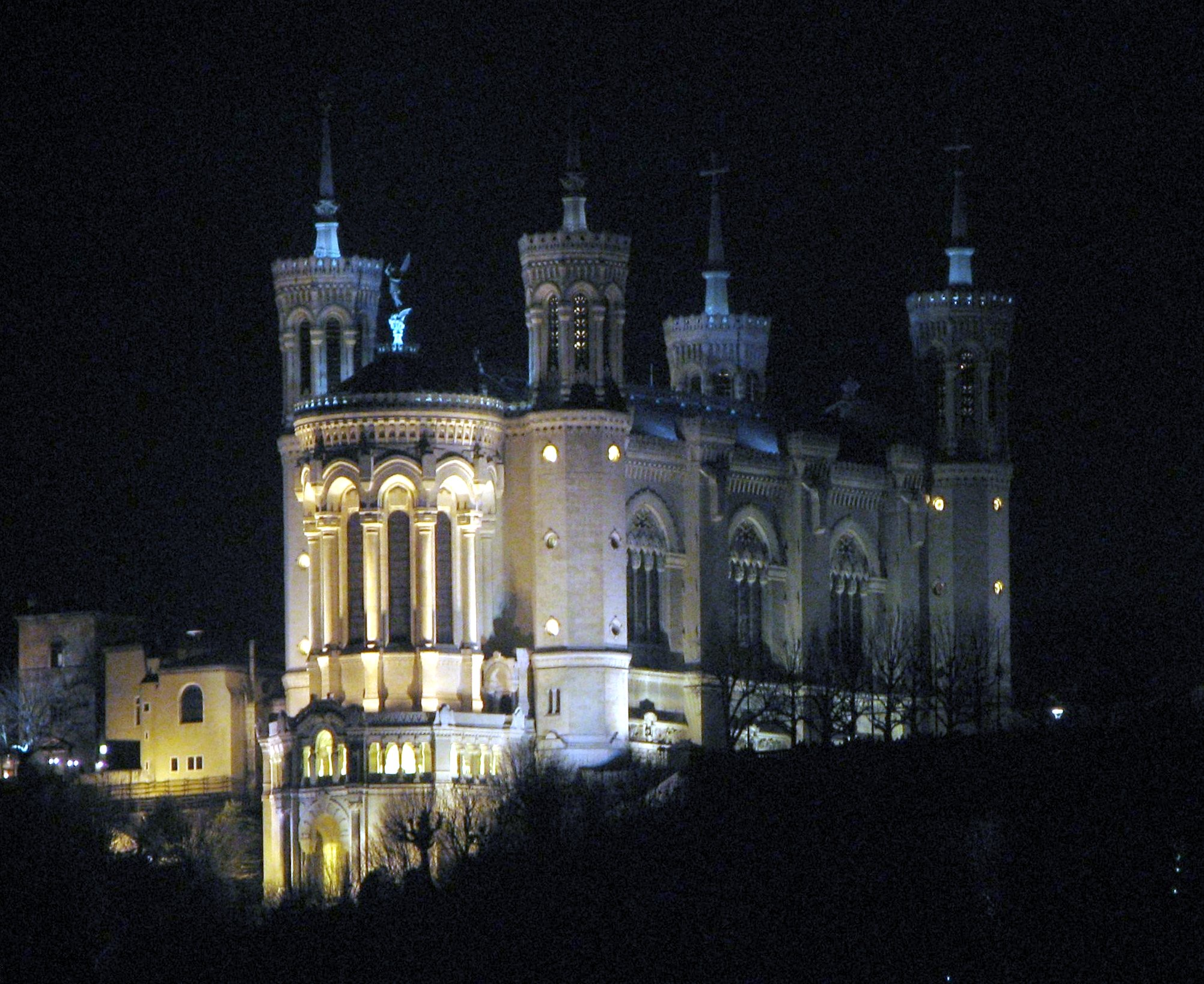
A basílica à noite

A Basílica de Notre-Dame de Fourvière (em francês:  Basilique Notre-Dame de Fourvière) é uma basílica menor em Lião. Foi construída com fundos privados entre 1872 e 1884 em uma posição dominante com vista para a cidade. O local que ocupa foi outrora o fórum romano de Trajano, o forum vetus (antigo fórum), daí o seu nome (como uma corruptela invertida do Vieux-Fórum francês). 

## Papel na história e na vida da cidade

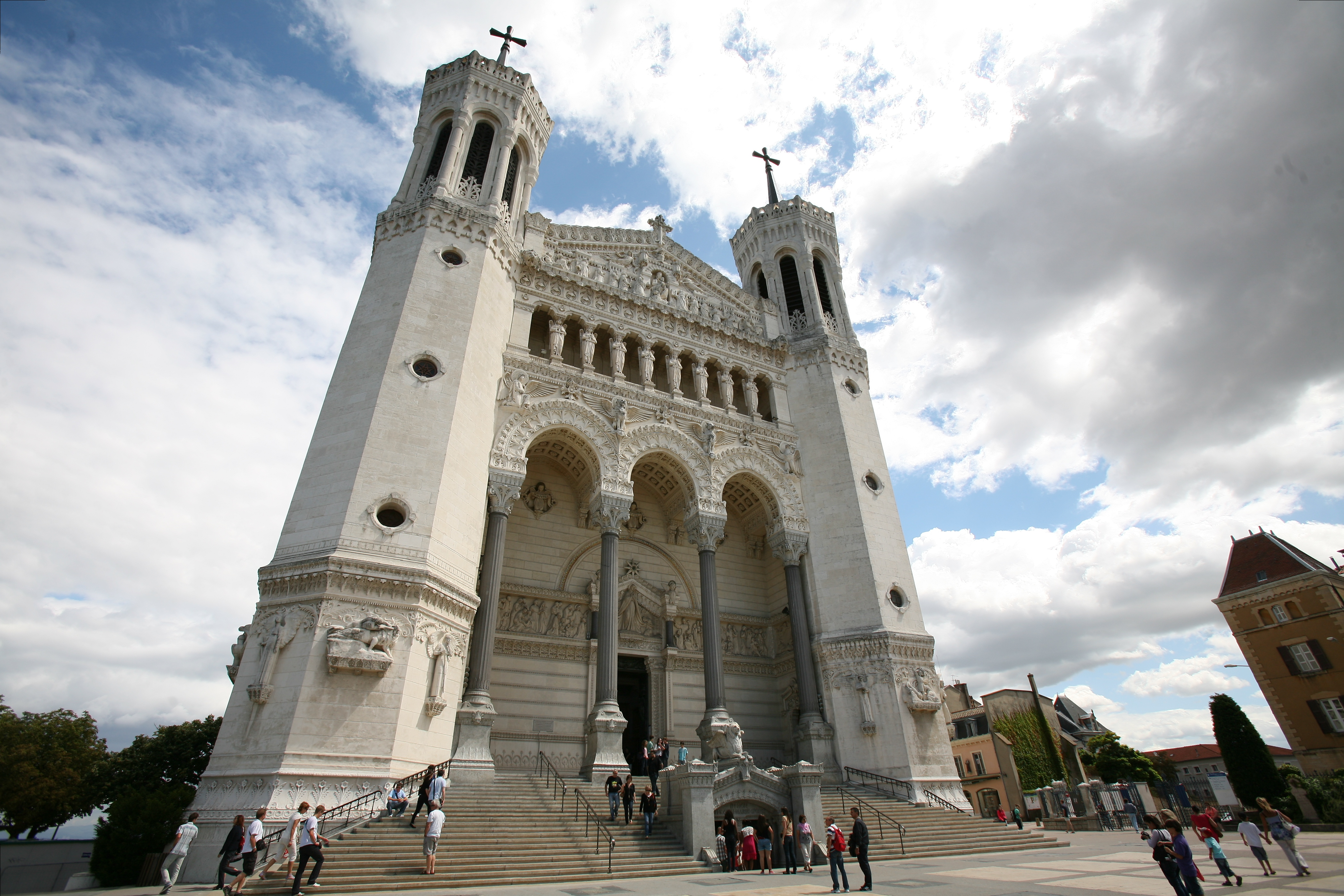
A entrada principal da basílica

Fourvière é dedicado à Virgem Maria, a quem se atribui a salvação da cidade de Lião da peste bubônica que varreu a Europa em 1643. Todos os anos, no início de dezembro (8 de dezembro, dia da Imaculada Conceição), Lião agradece à Virgem por salvar a cidade acendendo velas por toda a cidade, na chamada Fête des Lumières ou Festival das Luzes. A Virgem também é creditada por ter salvado a cidade várias outras vezes, como em uma epidemia de cólera em 1832 e na invasão prussiana em 1870.[carece de fontes?]
Durante a Guerra Franco-Prussiana (1870-1), as forças prussianas, tendo tomado Paris, avançaram para o sul em direção a Lião. A sua parada e retirada foram, mais uma vez, atribuídas pela Igreja à intercessão da Virgem Maria.[carece de fontes?]
Especulando sobre as razões da construção de um edifício tão elaborado e caro, um autor afirma que: "A reação às comunas de Paris e Lião foram monumentos triunfalistas, o Sacré-Coeur de Montmartre e a basílica de Fourvière, dominando ambos cidades. Estes edifícios foram erguidos com fundos privados, como ex-votos gigantescos, para agradecer a Deus a vitória sobre os socialistas e em expiação dos pecados da França moderna.”
Empoleirada no topo da colina Fourvière, a basílica assoma de forma impressionante sobre a cidade de Lião, de onde pode ser vista de muitos pontos de vista; não sem querer, a Basílica de Fourvière tornou-se um símbolo da cidade. A Basílica, que oferece visitas guiadas e contém um Museu de Arte Sacra, recebe 2 milhões de visitantes anualmente. Em determinados momentos, o público pode acessar a torre norte da basílica para uma vista espetacular de 180 graus de Lyon e seus subúrbios. Em um dia claro, o Mont Blanc, o ponto mais alto da Europa, pode ser visto à distância. [carece de fontes?]

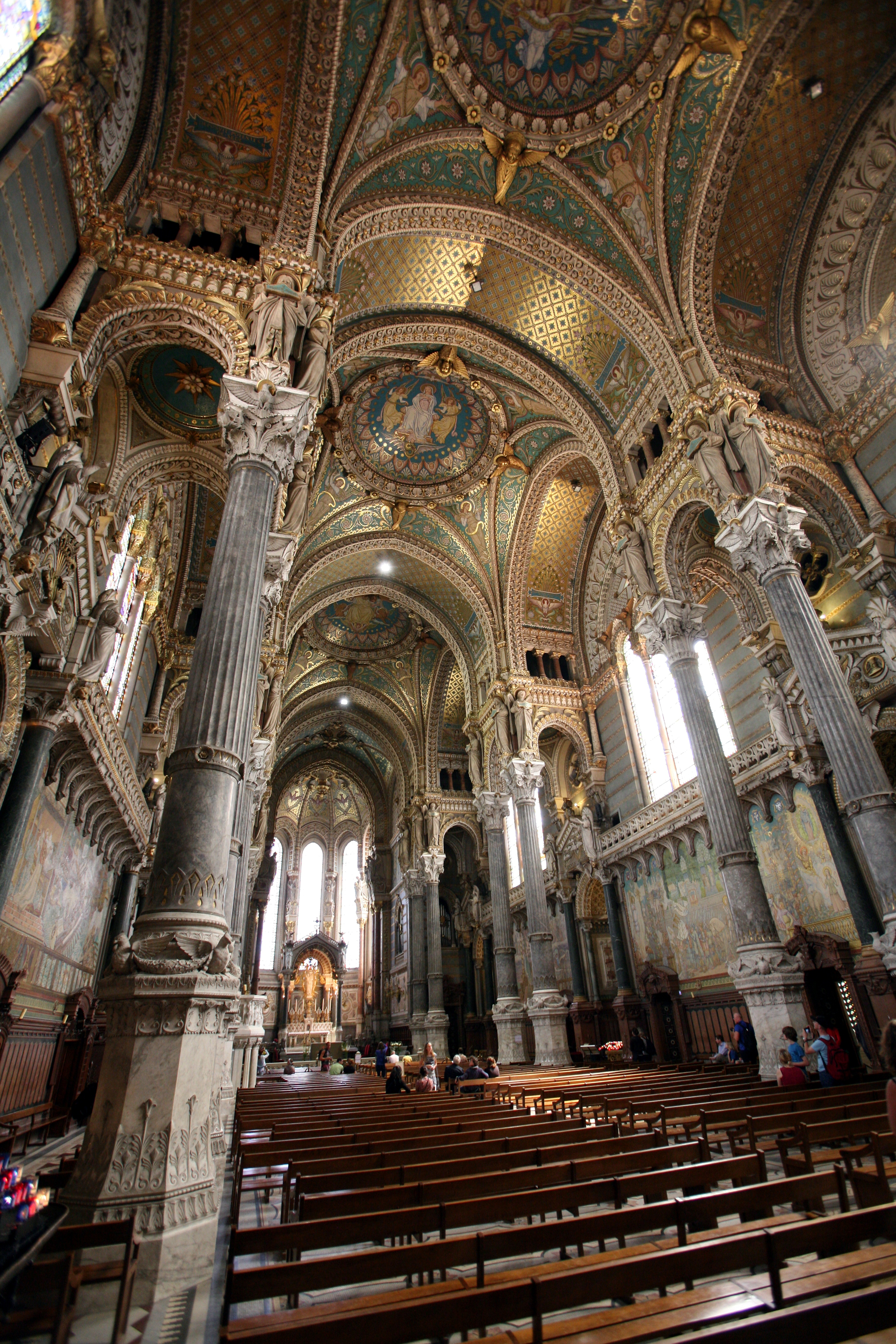
O interior da basílica

## Design e construção
O desenho da basílica, de Pierre Bossan, inspira-se na arquitetura românica e bizantina, dois modelos não góticos que eram opções incomuns na época. Possui quatro torres principais e um campanário encimado por uma estátua dourada da Virgem Maria. Possui belos mosaicos, vitrais soberbos e uma cripta de São José.
Fourvière na verdade contém duas igrejas, uma em cima da outra. O santuário superior é muito ornamentado, enquanto o inferior é um projeto muito mais simples. As obras na basílica triunfante foram iniciadas em 1872 e concluídas em 1884. Os toques finais no interior não foram concluídos até 1964.[carece de fontes?]
Os primeiros esboços de Bossan para a basílica parecem datar de 1846. Na época ele estava em Palermo.

## O Coro da Basílica
Les Petits Chanteurs de Saint-Marc, o Coro das Crianças de São Marcos, é o coro oficial da Basílica. Este coro tornou-se conhecido após o lançamento do filme Les Choristes . O diretor do coro é Monsieur Nicolas Porte. [carece de fontes?]

## Antenas de rádio
Desde 1982, a torre abriga as antenas da Radio Fourvière, a antecessora da Radios chrétiennes francophones. [carece de fontes?]

## Santuário de Notre-Dame de Fourvière

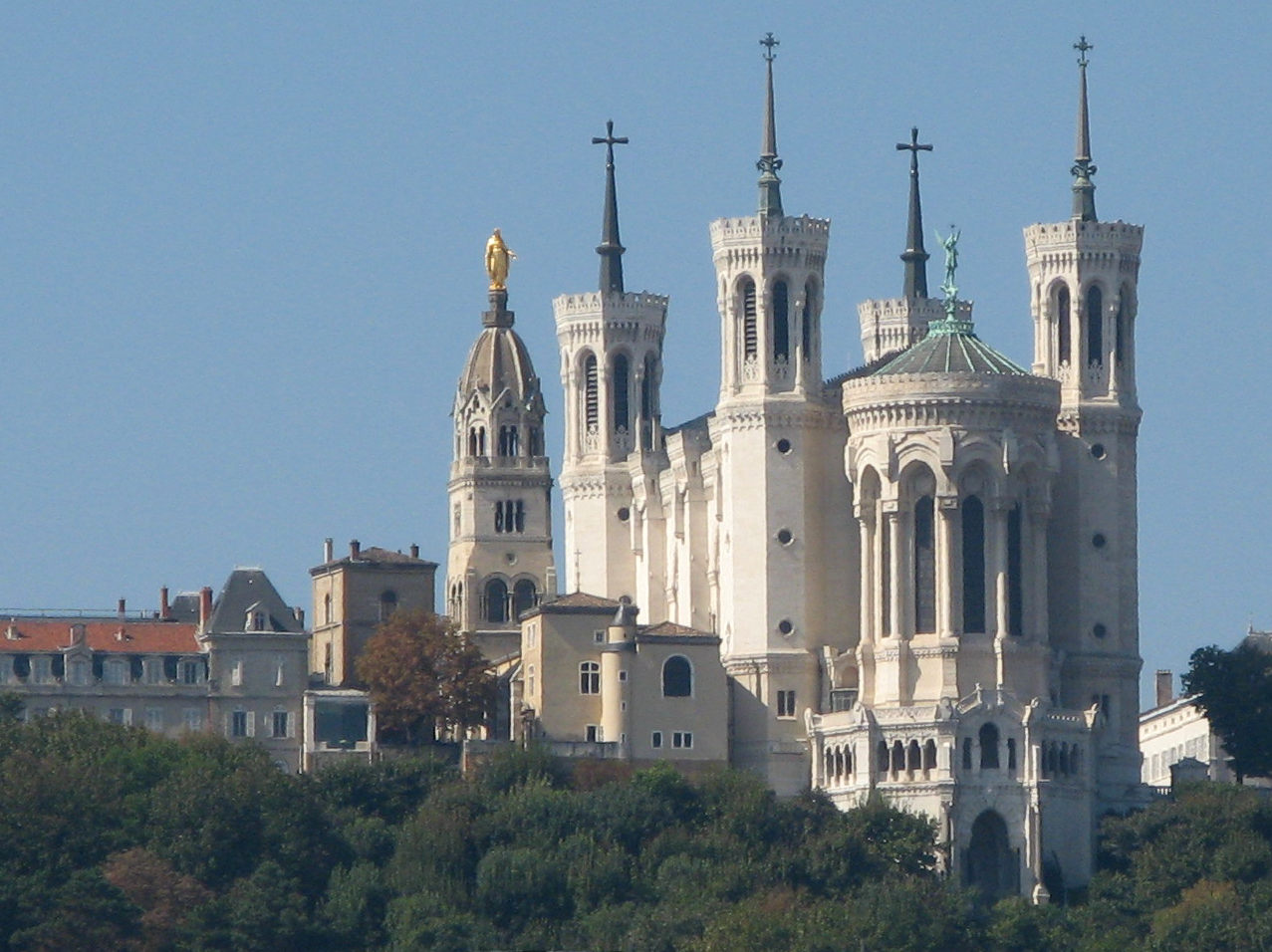
Chapelle de la Vierge com estátua de Maria no topo - à esquerda da Basílica

Fourvière sempre foi um local popular de peregrinação. Existe um santuário em Fourvière dedicado a Nossa Senhora desde 1170. A capela e partes do edifício foram reconstruídas em diferentes épocas ao longo dos séculos, sendo as obras principais mais recentes em 1852, quando a antiga torre foi substituída por uma torre encimada por uma estátua de ouro da Virgem Maria esculpida por Joseph-Hugues Fabisch (1812–1886).
Em 23 de julho de 1816, doze aspirantes maristas, padres e seminaristas subiram a colina até o santuário de Nossa Senhora de Fourvière e fizeram a promessa de fundar a Sociedade de Maria (maristas) sob o corpo do altar enquanto Jean-Claude Courveille celebrava a missa.
Em 21 de janeiro de 1851, Peter Julian Eymard orou no Santuário de Nossa Senhora de Fourvière e foi inspirado a fundar a Congregação do Santíssimo Sacramento.
Quando a cidade de Lião foi poupada na Guerra Franco-Prussiana (1870), a comunidade se comprometeu a construir a atual Basílica ao lado da antiga capela.[carece de fontes?]